# Liste des matchs de l'équipe de Somalie de football par adversaire
Cette liste présente les matchs de l'équipe de Somalie de football par adversaire rencontré.
- Haut – A
- B
- C
- D
- E
- F
- G
- H
- I
- J
- K
- L
- M
- N
- O
- P
- Q
- R
- S
- T
- U
- V
- W
- X
- Y
- Z

## B

### Burundi

#### Confrontations
Confrontations entre la Somalie et le Burundi :
|   | Date             | Lieu         | Match             | Score | Compétition                                                              |
| - | ---------------- | ------------ | ----------------- | ----- | ------------------------------------------------------------------------ |
| 1 | 10 août 1975     | Mogadiscio   | Somalie - Burundi | 0-2   | Qualifications à la Coupe d'Afrique des nations 1976 (tour préliminaire) |
| 2 | 24 août 1975     | Bujumbura    | Burundi - Somalie | 0-1   | Qualifications à la Coupe d'Afrique des nations 1976 (tour préliminaire) |
| 3 | 27 juillet 1999  | Kigali       | Somalie - Burundi | 0-3   | Coupe CECAFA des nations 1999 (gr. B)                                    |
| 4 | 26 novembre 2000 | Kampala      | Somalie - Burundi | 0-3   | Coupe CECAFA des nations 2000 (gr. A)                                    |
| 5 | 10 décembre 2007 | Dar es Salam | Burundi - Somalie | 3-0   | Coupe CECAFA des nations 2007 (gr. A)                                    |
| 6 | 28 novembre 2010 | Dar es Salam | Burundi - Somalie | 2-0   | Coupe CECAFA des nations 2010 (gr. A)                                    |
| 7 | 25 novembre 2011 | Dar es Salam | Burundi - Somalie | 4-1   | Coupe CECAFA des nations 2011 (gr. B)                                    |
| 8 | 25 novembre 2012 | Kampala      | Burundi - Somalie | 5-1   | Coupe CECAFA des nations 2012 (gr. B)                                    |
| 9 | 28 novembre 2013 | Machakos     | Burundi - Somalie | 2-0   | Coupe CECAFA des nations 2013 (gr. B)                                    |

#### Bilan
Au 4 mai 2019 :
- Total de matchs disputés : 9
- Victoires de la Somalie : 1
- Matchs nuls : 0
- Victoires du Burundi : 8
- Total de buts marqués par la Somalie : 3
- Total de buts marqués par le Burundi : 24

## C

### Cameroun

#### Confrontations
Confrontations entre la Somalie et le Cameroun :
|   | Date          | Lieu    | Match              | Score | Compétition                                                            |
| - | ------------- | ------- | ------------------ | ----- | ---------------------------------------------------------------------- |
| 1 | 19 avril 2000 | Yaoundé | Cameroun - Somalie | 3-0   | Tours préliminaires à la Coupe du monde 2002 (zone Afrique - 1er tour) |
| 2 | 23 avril 2000 | Yaoundé | Cameroun - Somalie | 3-0   | Tours préliminaires à la Coupe du monde 2002 (zone Afrique - 1er tour) |

#### Bilan
Au 4 mai 2019 :
- Total de matchs disputés : 2
- Victoires de la Somalie : 0
- Matchs nuls : 0
- Victoires du Cameroun : 2
- Total de buts marqués par la Somalie : 0
- Total de buts marqués par le Cameroun : 6

## D

### Djibouti

#### Confrontations
Confrontations entre la Somalie et Djibouti :
|   | Date              | Lieu     | Match              | Score | Compétition                                                                                  |
| - | ----------------- | -------- | ------------------ | ----- | -------------------------------------------------------------------------------------------- |
| 1 | 1er décembre 1994 | Nairobi  | Somalie - Djibouti | 2-1   | Coupe CECAFA des nations 1994 (gr. A)                                                        |
| 2 | 19 novembre 2000  | Kampala  | Djibouti - Somalie | 0-0   | Coupe CECAFA des nations 2000 (gr. A)                                                        |
| 3 | 27 novembre 2005  | Kigali   | Djibouti - Somalie | 1-2   | Coupe CECAFA des nations 2005 (gr. B)                                                        |
| 4 | 16 novembre 2007  | Djibouti | Djibouti - Somalie | 1-0   | Éliminatoires de la Coupe du monde 2010 : zone Afrique (1er tour)                            |
| 5 | 23 décembre 2008  | Djibouti | Djibouti - Somalie | 2-3   | Match amical                                                                                 |
| 6 | 8 janvier 2010    | Djibouti | Djibouti - Somalie | 0-1   | Qualifications au Championnat d'Afrique des nations 2011 (en) (zone Centre-Est - tour prél.) |
| 7 | 1er novembre 2011 | Djibouti | Djibouti - Somalie | 1-0   | Match amical                                                                                 |
| 8 | 19 juillet 2019   | Djibouti | Djibouti - Somalie | 1-0   | Match amical                                                                                 |

#### Bilan
Au 22 novembre 2019 :
- Total de matchs disputés : 8
- Victoires de la Somalie : 4
- Matchs nuls : 1
- Victoires de Djibouti : 3
- Total de buts marqués par la Somalie : 8
- Total de buts marqués par Djibouti : 7

## E

### Érythrée

#### Confrontations
Confrontations entre la Somalie et l'Érythrée :
|   | Date             | Lieu    | Match              | Score | Compétition                           |
| - | ---------------- | ------- | ------------------ | ----- | ------------------------------------- |
| 1 | 14 décembre 2001 | Kigali  | Érythrée - Somalie | 0-0   | Coupe CECAFA des nations 2001 (gr. A) |
| 2 | 5 décembre 2009  | Nairobi | Somalie - Érythrée | 1-3   | Coupe CECAFA des nations 2009 (gr. B) |

#### Bilan
Au 4 mai 2019 :
- Total de matchs disputés : 2
- Victoires de la Somalie : 0
- Matchs nuls : 1
- Victoires de l'Érythrée : 1
- Total de buts marqués par la Somalie : 1
- Total de buts marqués par l'Érythrée : 3

### Éthiopie

#### Confrontations
Confrontations entre la Somalie et l'Éthiopie :
|   | Date             | Lieu        | Match              | Score | Compétition                                                       |
| - | ---------------- | ----------- | ------------------ | ----- | ----------------------------------------------------------------- |
| 1 | 5 janvier 1969   | Addis-Abeba | Éthiopie - Somalie | 7-0   | Match amical                                                      |
| 2 | 3 décembre 1995  | Kampala     | Éthiopie - Somalie | 5-0   | Coupe CECAFA des nations 1995 (gr. B)                             |
| 3 | 21 novembre 2000 | Kampala     | Somalie - Éthiopie | 1-2   | Coupe CECAFA des nations 2000 (gr. A)                             |
| 4 | 7 décembre 2002  | Arusha      | Éthiopie - Somalie | 0-1   | Coupe CECAFA des nations 2002 (gr. B)                             |
| 5 | 5 décembre 2005  | Kigali      | Éthiopie - Somalie | 3-1   | Coupe CECAFA des nations 2005 (gr. B)                             |
| 6 | 12 novembre 2011 | Djibouti    | Somalie - Éthiopie | 0-0   | Éliminatoires de la Coupe du monde 2014 : zone Afrique (1er tour) |
| 7 | 16 novembre 2011 | Addis-Abeba | Éthiopie - Somalie | 5-0   | Éliminatoires de la Coupe du monde 2014 : zone Afrique (1er tour) |
| 8 | 25 novembre 2015 | Awasa       | Éthiopie - Somalie | 2-0   | Coupe CECAFA des nations 2015 (gr. A)                             |

#### Bilan
Au 4 mai 2019 :
- Total de matchs disputés : 8
- Victoires de la Somalie : 1
- Matchs nuls : 1
- Victoires de l'Éthiopie : 6
- Total de buts marqués par la Somalie : 3
- Total de buts marqués par l'Éthiopie : 24

## G

### Ghana

#### Confrontations
Confrontations entre la Somalie et le Ghana :
|   | Date             | Lieu   | Match           | Score | Compétition                                                               |
| - | ---------------- | ------ | --------------- | ----- | ------------------------------------------------------------------------- |
| 1 | 16 novembre 2003 | Accra  | Somalie - Ghana | 0-5   | Phases qualificatives de la Coupe du monde 2006 (zone Afrique - 1er tour) |
| 2 | 19 novembre 2003 | Kumasi | Ghana - Somalie | 2-0   | Phases qualificatives de la Coupe du monde 2006 (zone Afrique - 1er tour) |

#### Bilan
Au 4 mai 2019 :
- Total de matchs disputés : 2
- Victoires de la Somalie : 0
- Matchs nuls : 0
- Victoires du Ghana : 2
- Total de buts marqués par la Somalie : 0
- Total de buts marqués par le Ghana : 7

## K

### Kenya

#### Confrontations
Confrontations entre la Somalie et le Kenya :
|   | Date             | Lieu         | Match           | Score           | Compétition                                                              |
| - | ---------------- | ------------ | --------------- | --------------- | ------------------------------------------------------------------------ |
| 1 | 4 décembre 1977  | Mogadiscio   | Somalie - Kenya | 0-1             | Coupe CECAFA des nations 1977 (en)(gr. A)                                |
| 2 | 11 novembre 1978 | Lilongwe     | Kenya - Somalie | 1-0             | Coupe CECAFA des nations 1978 (en)(1er tour)                             |
| 3 | 9 novembre 1984  | Mogadiscio   | Somalie - Kenya | 1-0             | Qualifications à la Coupe d'Afrique des nations 1986 (tour préliminaire) |
| 4 | 23 novembre 1984 | Nairobi      | Kenya - Somalie | 1-0 (tab : 4-3) | Qualifications à la Coupe d'Afrique des nations 1986 (tour préliminaire) |
| 5 | 8 décembre 1984  | Mbale        | Kenya - Somalie | 1-1 (tab : 5-4) | Coupe CECAFA des nations 1984 (gr. B)                                    |
| 6 | 26 novembre 1994 | Nairobi      | Kenya - Somalie | 3-1             | Coupe CECAFA des nations 1994 (gr. A)                                    |
| 7 | 12 décembre 2001 | Kigali       | Kenya - Somalie | 3-0             | Coupe CECAFA des nations 2001 (gr. A)                                    |
| 8 | 14 décembre 2004 | Addis-Abeba  | Somalie - Kenya | 0-1             | Coupe CECAFA des nations 2004 (gr. B)                                    |
| 9 | 14 décembre 2007 | Dar es Salam | Somalie - Kenya | 0-2             | Coupe CECAFA des nations 2007 (gr. A)                                    |

#### Bilan
Au 4 mai 2019 :
- Total de matchs disputés : 9
- Victoires de la Somalie : 1
- Matchs nuls : 1
- Victoires du Kenya : 7
- Total de buts marqués par la Somalie : 3
- Total de buts marqués par le Kenya : 13

## L

### Liban

#### Confrontations
Confrontations entre la Somalie et le Liban :
|   | Date             | Lieu     | Match           | Score | Compétition                                                  |
| - | ---------------- | -------- | --------------- | ----- | ------------------------------------------------------------ |
| 1 | 24 décembre 2006 | Beyrouth | Liban - Somalie | 4-0   | Qualifications à la Coupe arabe des nations 2009 (en)(gr. 2) |

#### Bilan
Au 4 mai 2019 :
- Total de matchs disputés : 1
- Victoires de la Somalie : 0
- Matchs nuls : 0
- Victoires du Liban : 1
- Total de buts marqués par la Somalie : 0
- Total de buts marqués par le Liban : 4

## M

### Malawi

#### Confrontations
Confrontations entre la Somalie et le Malawi :
|   | Date             | Lieu     | Match            | Score | Compétition                                  |
| - | ---------------- | -------- | ---------------- | ----- | -------------------------------------------- |
| 1 | 3 novembre 1978  | Lilongwe | Malawi - Somalie | 3-1   | Coupe CECAFA des nations 1978 (en)(1er tour) |
| 2 | 17 novembre 1983 | Mombassa | Malawi - Somalie | 2-1   | Coupe CECAFA des nations 1983 (gr. B)        |
| 3 | 6 décembre 1984  | Mbale    | Malawi - Somalie | 1-0   | Coupe CECAFA des nations 1984 (gr. B)        |

#### Bilan
Au 4 mai 2019 :
- Total de matchs disputés : 3
- Victoires de la Somalie : 0
- Matchs nuls : 0
- Victoires du Malawi : 3
- Total de buts marqués par la Somalie : 2
- Total de buts marqués par le Malawi : 6

### Maroc

#### Confrontations
Confrontations entre la Somalie et le Maroc :
|   | Date        | Lieu       | Match           | Score | Compétition                    |
| - | ----------- | ---------- | --------------- | ----- | ------------------------------ |
| 1 | 4 août 1985 | Mohammédia | Maroc - Somalie | 3-0   | Jeux panarabes de 1985 (gr. A) |

#### Bilan
Au 4 mai 2019 :
- Total de matchs disputés : 1
- Victoires de la Somalie : 0
- Matchs nuls : 0
- Victoires du Maroc : 1
- Total de buts marqués par la Somalie : 0
- Total de buts marqués par le Maroc : 3

### Mauritanie

#### Confrontations
Confrontations entre la Somalie et la Mauritanie :
|   | Date             | Lieu     | Match                | Score | Compétition                                                  |
| - | ---------------- | -------- | -------------------- | ----- | ------------------------------------------------------------ |
| 1 | 7 août 1985      | Rabat    | Somalie - Mauritanie | 5-2   | Jeux panarabes de 1985 (gr. A)                               |
| 2 | 27 décembre 2006 | Beyrouth | Somalie - Mauritanie | 2-8   | Qualifications à la Coupe arabe des nations 2009 (en)(gr. 2) |

#### Bilan
Au 4 mai 2019 :
- Total de matchs disputés : 2
- Victoires de la Somalie : 1
- Matchs nuls : 0
- Victoires de la Mauritanie : 1
- Total de buts marqués par la Somalie : 7
- Total de buts marqués par la Mauritanie : 10

## N

### Niger

#### Confrontations
Confrontations entre la Somalie et le Niger :
|   | Date            | Lieu        | Match           | Score | Compétition                                                            |
| - | --------------- | ----------- | --------------- | ----- | ---------------------------------------------------------------------- |
| 1 | 16 juillet 1980 | Niamey      | Niger - Somalie | 0-0   | Tours préliminaires à la Coupe du monde 1982 (zone Afrique - 1er tour) |
| 2 | 27 juillet 1980 | Mogadiscio  | Somalie - Niger | 1-1   | Tours préliminaires à la Coupe du monde 1982 (zone Afrique - 1er tour) |
| 3 | 9 octobre 2015  | Addis-Abeba | Somalie - Niger | 0-2   | Éliminatoires de la Coupe du monde 2018 : zone Afrique (1er tour)      |
| 4 | 13 octobre 2015 | Niamey      | Niger - Somalie | 4-0   | Éliminatoires de la Coupe du monde 2018 : zone Afrique (1er tour)      |

#### Bilan
Au 4 mai 2019 :
- Total de matchs disputés : 4
- Victoires de la Somalie : 0
- Matchs nuls : 2
- Victoires du Niger : 2
- Total de buts marqués par la Somalie : 1
- Total de buts marqués par le Niger : 7

## O

### Ouganda

#### Confrontations
Confrontations entre la Somalie et l'Ouganda :
|    | Date              | Lieu         | Match             | Score | Compétition                                                                           |
| -- | ----------------- | ------------ | ----------------- | ----- | ------------------------------------------------------------------------------------- |
| 1  | 7 janvier 1969    |              | Ouganda - Somalie | 7-1   | Match amical                                                                          |
| 2  | 12 août 1973      | Mogadiscio   | Somalie - Ouganda | 2-0   | Qualifications à la Coupe d'Afrique des nations 1974 (tour préliminaire)              |
| 3  | 26 août 1973      | Kampala      | Ouganda - Somalie | 5-0   | Qualifications à la Coupe d'Afrique des nations 1974 (tour préliminaire)              |
| 4  | 22 septembre 1973 | Kampala      | Ouganda - Somalie | 6-1   | Coupe CECAFA des nations 1973 (gr. A)                                                 |
| 5  | 1974              |              | Ouganda - Somalie | 1-1   | Coupe CECAFA des nations 1974 (en)(gr. B)                                             |
| 6  | 6 novembre 1976   |              | Ouganda - Somalie | 2-0   | Coupe CECAFA des nations 1976 (gr. A)                                                 |
| 7  | 2 décembre 1977   | Mogadiscio   | Somalie - Ouganda | 0-1   | Coupe CECAFA des nations 1977 (en)(gr. A)                                             |
| 8  | 13 novembre 1978  | Lilongwe     | Somalie - Ouganda | 2-2   | Coupe CECAFA des nations 1978 (en)(1er tour)                                          |
| 9  | 5 octobre 1986    | Kampala      | Ouganda - Somalie | 5-0   | Qualifications à la Coupe d'Afrique des nations 1988 (tour préliminaire)              |
| 10 | 19 octobre 1986   | Mogadiscio   | Somalie - Ouganda | 0-0   | Qualifications à la Coupe d'Afrique des nations 1988 (tour préliminaire)              |
| 11 | 29 juillet 1999   | Kigali       | Ouganda - Somalie | 2-0   | Coupe CECAFA des nations 1999 (gr. B)                                                 |
| 12 | 23 novembre 2000  | Kampala      | Ouganda - Somalie | 6-0   | Coupe CECAFA des nations 2000 (gr. A)                                                 |
| 13 | 1er décembre 2002 | Arusha       | Ouganda - Somalie | 2-0   | Coupe CECAFA des nations 2002 (gr. B)                                                 |
| 14 | 12 décembre 2004  | Addis-Abeba  | Ouganda - Somalie | 2-0   | Coupe CECAFA des nations 2004 (gr. B)                                                 |
| 15 | 1er décembre 2005 | Kigali       | Ouganda - Somalie | 7-0   | Coupe CECAFA des nations 2005 (gr. B)                                                 |
| 16 | 3 décembre 2006   | Addis-Abeba  | Ouganda - Somalie | 2-0   | Coupe CECAFA des nations 2006 (gr. C)                                                 |
| 17 | 7 janvier 2009    | Kampala      | Ouganda - Somalie | 4-0   | Coupe CECAFA des nations 2008 (gr. A)                                                 |
| 18 | 28 novembre 2011  | Dar es Salam | Somalie - Ouganda | 0-4   | Coupe CECAFA des nations 2011 (gr. B)                                                 |
| 19 | 27 juillet 2019   | Djibouti     | Somalie - Ouganda | 1-3   | Qualifications du Championnat d'Afrique des nations 2020 (zone Centre-Est - 1er tour) |
| 20 | 3 août 2019       | Kampala      | Ouganda - Somalie | 4-1   | Qualifications du Championnat d'Afrique des nations 2020 (zone Centre-Est - 1er tour) |

#### Bilan
Au 22 novembre 2019 :
- Total de matchs disputés : 20
- Victoires de la Somalie : 1
- Matchs nuls : 3
- Victoires de l'Ouganda : 16
- Total de buts marqués par la Somalie : 9
- Total de buts marqués par l'Ouganda : 65

## R

### Rwanda

#### Confrontations
Confrontations entre la Somalie et le Rwanda :
|   | Date              | Lieu        | Match            | Score | Compétition                                                              |
| - | ----------------- | ----------- | ---------------- | ----- | ------------------------------------------------------------------------ |
| 1 | 19 septembre 1982 | Mogadiscio  | Somalie - Rwanda | 0-1   | Qualifications à la Coupe d'Afrique des nations 1984 (tour préliminaire) |
| 2 | 8 décembre 2001   | Kigali      | Rwanda - Somalie | 3-0   | Coupe CECAFA des nations 2001 (gr. A)                                    |
| 3 | 3 décembre 2002   | Arusha      | Rwanda - Somalie | 1-0   | Coupe CECAFA des nations 2002 (gr. B)                                    |
| 4 | 27 novembre 2006  | Addis-Abeba | Rwanda - Somalie | 3-0   | Coupe CECAFA des nations 2006 (gr. C)                                    |
| 5 | 5 janvier 2009    | Kampala     | Rwanda - Somalie | 3-0   | Coupe CECAFA des nations 2008 (gr. A)                                    |
| 6 | 29 novembre 2009  | Nairobi     | Somalie - Rwanda | 0-1   | Coupe CECAFA des nations 2009 (gr. B)                                    |
| 7 | 27 novembre 2015  | Awasa       | Rwanda - Somalie | 3-0   | Coupe CECAFA des nations 2015 (gr. A)                                    |

#### Bilan
Au 4 mai 2019 :
- Total de matchs disputés : 7
- Victoires de la Somalie : 0
- Matchs nuls : 0
- Victoires du Rwanda : 7
- Total de buts marqués par la Somalie : 0
- Total de buts marqués par le Rwanda : 15

## S

### Soudan

#### Confrontations
Confrontations entre la Somalie et le Soudan :
|   | Date             | Lieu        | Match            | Score | Compétition                                                  |
| - | ---------------- | ----------- | ---------------- | ----- | ------------------------------------------------------------ |
| 1 | 20 novembre 1980 | Khartoum    | Soudan - Somalie | 2-0   | Coupe CECAFA des nations 1980 (en)(gr. A)                    |
| 2 | 18 décembre 2004 | Addis-Abeba | Soudan - Somalie | 4-0   | Coupe CECAFA des nations 2004 (gr. B)                        |
| 3 | 29 novembre 2005 | Kigali      | Soudan - Somalie | 4-1   | Coupe CECAFA des nations 2005 (gr. B)                        |
| 4 | 30 novembre 2006 | Addis-Abeba | Soudan - Somalie | 3-0   | Coupe CECAFA des nations 2006 (gr. C)                        |
| 5 | 21 décembre 2006 | Beyrouth    | Soudan - Somalie | 6-1   | Qualifications à la Coupe arabe des nations 2009 (en)(gr. 2) |
| 6 | 28 novembre 2012 | Kampala     | Somalie - Soudan | 0-1   | Coupe CECAFA des nations 2012 (gr. B)                        |

#### Bilan
Au 4 mai 2019 :
- Total de matchs disputés : 6
- Victoires de la Somalie : 0
- Matchs nuls : 0
- Victoires du Soudan : 6
- Total de buts marqués par la Somalie : 2
- Total de buts marqués par le Soudan : 20

### Soudan du Sud

#### Confrontations
Confrontations entre la Somalie et le Soudan du Sud :
|   | Date          | Lieu     | Match                   | Score | Compétition                                                                           |
| - | ------------- | -------- | ----------------------- | ----- | ------------------------------------------------------------------------------------- |
| 1 | 22 avril 2017 | Djibouti | Somalie - Soudan du Sud | 1-2   | Qualifications au Championnat d'Afrique des nations 2018 (zone Centre-Est - 1er tour) |
| 2 | 30 avril 2017 | Djouba   | Soudan du Sud - Somalie | 2-0   | Qualifications au Championnat d'Afrique des nations 2018 (zone Centre-Est - 1er tour) |

#### Bilan
Au 4 mai 2019 :
- Total de matchs disputés : 2
- Victoires de la Somalie : 0
- Matchs nuls : 0
- Victoires du Soudan du Sud : 2
- Total de buts marqués par la Somalie : 1
- Total de buts marqués par le Soudan du Sud : 4

## T

### Tanzanie

#### Confrontations
Confrontations entre la Somalie et la Tanzanie :
|    | Date              | Lieu         | Match              | Score | Compétition                                                                                |
| -- | ----------------- | ------------ | ------------------ | ----- | ------------------------------------------------------------------------------------------ |
| 1  | 17 novembre 1980  | Khartoum     | Tanzanie - Somalie | 1-1   | Coupe CECAFA des nations 1980 (en)(gr. A)                                                  |
| 2  | 29 novembre 1994  | Nairobi      | Tanzanie - Somalie | 4-0   | Coupe CECAFA des nations 1994 (gr. A)                                                      |
| 3  | 1er décembre 1995 | Kampala      | Tanzanie - Somalie | 7-0   | Coupe CECAFA des nations 1995 (gr. B)                                                      |
| 4  | 12 décembre 2007  | Dar es Salam | Tanzanie - Somalie | 1-0   | Coupe CECAFA des nations 2007 (gr. A)                                                      |
| 5  | 3 janvier 2009    | Kampala      | Somalie - Tanzanie | 1-0   | Coupe CECAFA des nations 2008 (gr. A)                                                      |
| 6  | 27 mars 2010      | Dar es Salam | Tanzanie - Somalie | 6-0   | Qualifications au Championnat d'Afrique des nations 2011 (en) (zone Centre-Est - 1er tour) |
| 7  | 30 novembre 2010  | Dar es Salam | Tanzanie - Somalie | 3-0   | Coupe CECAFA des nations 2010 (gr. A)                                                      |
| 8  | 1er décembre 2012 | Kampala      | Somalie - Tanzanie | 0-7   | Coupe CECAFA des nations 2012 (gr. B)                                                      |
| 9  | 1er décembre 2013 | Nairobi      | Somalie - Tanzanie | 0-1   | Coupe CECAFA des nations 2013 (gr. B)                                                      |
| 10 | 22 novembre 2015  | Addis-Abeba  | Somalie - Tanzanie | 0-4   | Coupe CECAFA des nations 2015 (gr. A)                                                      |

#### Bilan
Au 4 mai 2019 :
- Total de matchs disputés : 10
- Victoires de la Somalie : 1
- Matchs nuls : 1
- Victoires de la Tanzanie : 8
- Total de buts marqués par la Somalie : 2
- Total de buts marqués par la Tanzanie : 34

### Tunisie

#### Confrontations
Confrontations entre la Somalie et la Tunisie :
|   | Date         | Lieu  | Match             | Score | Compétition                    |
| - | ------------ | ----- | ----------------- | ----- | ------------------------------ |
| 1 | 10 août 1985 | Rabat | Somalie - Tunisie | 0-1   | Jeux panarabes de 1985 (gr. A) |

#### Bilan
Au 4 mai 2019 :
- Total de matchs disputés : 1
- Victoires de la Somalie : 0
- Matchs nuls : 0
- Victoires de la Tunisie : 1
- Total de buts marqués par la Somalie : 0
- Total de buts marqués par la Tunisie : 1

## Z

### Zambie

#### Confrontations
Confrontations entre la Somalie et la Zambie :
|   | Date              | Lieu         | Match            | Score | Compétition                                  |
| - | ----------------- | ------------ | ---------------- | ----- | -------------------------------------------- |
| 1 | 24 septembre 1973 | Kampala      | Zambie - Somalie | 6-1   | Coupe CECAFA des nations 1973 (gr. A)        |
| 2 | 8 novembre 1976   |              | Zambie - Somalie | 4-2   | Coupe CECAFA des nations 1976 (gr. A)        |
| 3 | 9 novembre 1978   | Lilongwe     | Zambie - Somalie | 4-0   | Coupe CECAFA des nations 1978 (en)(1er tour) |
| 4 | 3 décembre 2010   | Dar es Salam | Somalie - Zambie | 0-6   | Coupe CECAFA des nations 2010 (gr. A)        |
| 5 | 4 décembre 2013   | Nairobi      | Somalie - Zambie | 0-4   | Coupe CECAFA des nations 2013 (gr. B)        |

#### Bilan
Au 4 mai 2019 :
- Total de matchs disputés : 5
- Victoires de la Somalie : 0
- Matchs nuls : 0
- Victoires de la Zambie : 5
- Total de buts marqués par la Somalie : 3
- Total de buts marqués par la Zambie : 24

### Zanzibar

#### Confrontations
Confrontations entre la Somalie et Zanzibar :
|   | Date              | Lieu         | Match              | Score | Compétition                               |
| - | ----------------- | ------------ | ------------------ | ----- | ----------------------------------------- |
| 1 | 1974              |              | Zanzibar - Somalie | 2-1   | Coupe CECAFA des nations 1974 (en)(gr. B) |
| 2 | 11 novembre 1976  |              | Zanzibar - Somalie | 1-0   | Coupe CECAFA des nations 1976 (gr. A)     |
| 3 | 30 novembre 1977  | Mogadiscio   | Somalie - Zanzibar | 1-0   | Coupe CECAFA des nations 1977 (en)(gr. A) |
| 4 | 14 novembre 1983  | Mombassa     | Zanzibar - Somalie | 1-1   | Coupe CECAFA des nations 1983 (gr. B)     |
| 5 | 3 décembre 1984   | Mbale        | Somalie - Zanzibar | 2-1   | Coupe CECAFA des nations 1984 (gr. B)     |
| 6 | 5 décembre 2002   | Arusha       | Zanzibar - Somalie | 1-0   | Coupe CECAFA des nations 2002 (gr. B)     |
| 7 | 1er janvier 2009  | Kampala      | Somalie - Zanzibar | 0-2   | Coupe CECAFA des nations 2008 (gr. A)     |
| 8 | 1er décembre 2011 | Dar es Salam | Somalie - Zanzibar | 0-3   | Coupe CECAFA des nations 2011 (gr. B)     |

#### Bilan
Au 4 mai 2019 :
- Total de matchs disputés : 8
- Victoires de la Somalie : 2
- Matchs nuls : 1
- Victoires de Zanzibar : 5
- Total de buts marqués par la Somalie : 5
- Total de buts marqués par Zanzibar : 11

### Zimbabwe

#### Confrontations
Confrontations entre la Somalie et le Zimbabwe :
|   | Date              | Lieu     | Match              | Score | Compétition                                                       |
| - | ----------------- | -------- | ------------------ | ----- | ----------------------------------------------------------------- |
| 1 | 19 novembre 1983  | Mombassa | Zimbabwe - Somalie | 2-1   | Coupe CECAFA des nations 1983 (gr. B)                             |
| 2 | 5 septembre 2019  | Djibouti | Somalie - Zimbabwe | 1-0   | Éliminatoires de la Coupe du monde 2022 : zone Afrique (1er tour) |
| 3 | 10 septembre 2019 | Bulawayo | Zimbabwe - Somalie | 3-1   | Éliminatoires de la Coupe du monde 2022 : zone Afrique (1er tour) |

#### Bilan
Au 22 novembre 2019 :
- Total de matchs disputés : 3
- Victoires de la Somalie : 1
- Matchs nuls : 0
- Victoires du Zimbabwe : 2
- Total de buts marqués par la Somalie : 3
- Total de buts marqués par le Zimbabwe : 5